# Shiva Nazar Ahari
Shiva Nazar Ahari (em persa: شیوا نظر آهاری; nascida em 10 de junho de 1984) é uma ativista de direitos humanos iraniana e membro fundadora do Comitê de Repórteres de Direitos Humanos. Ela foi presa várias vezes pelo governo iraniano.

## Ativismo
Ela foi presa em 14 de junho de 2009 e mantida na Prisão de Evin até 23 de setembro de 2009, quando foi libertada sob fiança equivalente a $200.000 rials iranianos (cerca de 31.000 reais). Ela chegou a ficar na solitária por 33 dias.
Em 21 de dezembro de 2009, ela foi presa mais uma vez junto com vários outros ativistas que estavam a caminho da cidade de Qom para assistir ao funeral do Grande Aiatolá Hossein Ali Montazeri.
A audiência mais recente foi realizada em 4 de setembro de 2010, no 26º ramo do Tribunal Revolucionário Islâmico da Província de Teerã, com acusações que incluem "tentativas de desfigurar o governo islâmico", "assembléia com intenção de conspirar contra o governo islâmico", "perturbar a ordem pública" e "travar guerra contra Deus" (este último conhecido como moharebeh). Desde sua prisão, o processo judicial recebeu fortes críticas internacionais, alegando que foi uma medida ilegal tomada pela República Islâmica do Irã para reprimir ainda mais os direitos de dissidência e liberdade de expressão no país, e sua libertação imediata foi foi chamado.Após 266 dias de prisão, ela foi libertada em 12 de setembro de 2010 sob fiança de cinco bilhões de rials iranianos (aproximadamente 603.000 reais).
Por intimação, Shiva Nazar Ahari compareceu a Evin em 8 de setembro de 2012 para cumprir uma sentença de 4 anos de prisão. Várias organizações pedem sua libertação imediata - Repórteres sem Fronteiras, Associação Mundial de Jornais e Editores de Notícias e PEN Internacional.

## Prêmios
Em 13 de março de 2011, Shiva Nazar Ahari foi premiada com o Prêmio Theodor Haecker por "reportagens corajosas na internet sobre violações de direitos humanos". O prêmio leva o nome de Theodor Haecker, filósofo, escritor e crítico cultural antinazista.